# کیک کاپریسه
کیک کاپریسه یک شکلات سنتی ایتالیایی و کیک بادام یا گردو است که نام آن از جزیره کاپری سرچشمه گرفته و در ناپل محبوب است.
تغییرات زیادی در این کیک ایجاد شده‌است، اما دستور اصلی این است که کره نرم شده در دمای اتاق با شکر مخلوط شود، سپس زرده تخم مرغ اضافه می‌شود و پس از ترکیب، مواد باقیمانده اضافه می‌شوند: بادام ریز خرد شده، شکلات ذوب شده از طریق بن ماری، و سفیده تخم مرغ. بعد از پخت، کیک دارای یک پوسته سخت نازک است که فضای داخلی آن مرطوب است که معمولاً با یک لایه خاک قند پوشانده می‌شود.